# Séisme de 2014 en Mer de Iyo
Le Séisme de 2014 à Mer de Iyo (伊予灘地震) est un séisme qui s'est produit le 14 mars 2014, à 2 h 6 (Heure normale du Japon), en mer de Iyo (ja), au Japon,. La magnitude de moment était de 6,3,. Vingt et une personnes ont été blessées dans le séisme.

## Blessés
| Préfectures | Municipalité | Nombre de blessés |
| ----------- | ------------ | ----------------- |
| Okayama     | Kurashiki    | 1                 |
| Okayama     | Okayama      | 3                 |
| Okayama     | Tamano       | 1                 |
| Hiroshima   | Hiroshima    | 5                 |
| Hiroshima   | Kumano       | 1                 |
| Hiroshima   | Kure         | 1                 |
| Hiroshima   | Akitakata    | 1                 |
| Hiroshima   | Ōtake        | 1                 |
| Yamaguchi   | Hōfu         | 2                 |
| Ehime       | Matsuyama    | 1                 |
| Kōchi       | Kōchi        | 1                 |
| Kōchi       | Susaki       | 1                 |
| Ōita        | Ōita         | 1                 |
| Ōita        | Saiki        | 1                 |